# Карабау (річка)
Караба́у, Карабауса́й (узб. Qorabov / Қорабов) - гірська річка в Ахангаранському районі Ташкентської області Узбекистану, правий приплив річки Ахангаран. Остання притока, чиї води нині доходять до Ахангарану протягом усього року.

## Гідрологічна характеристика

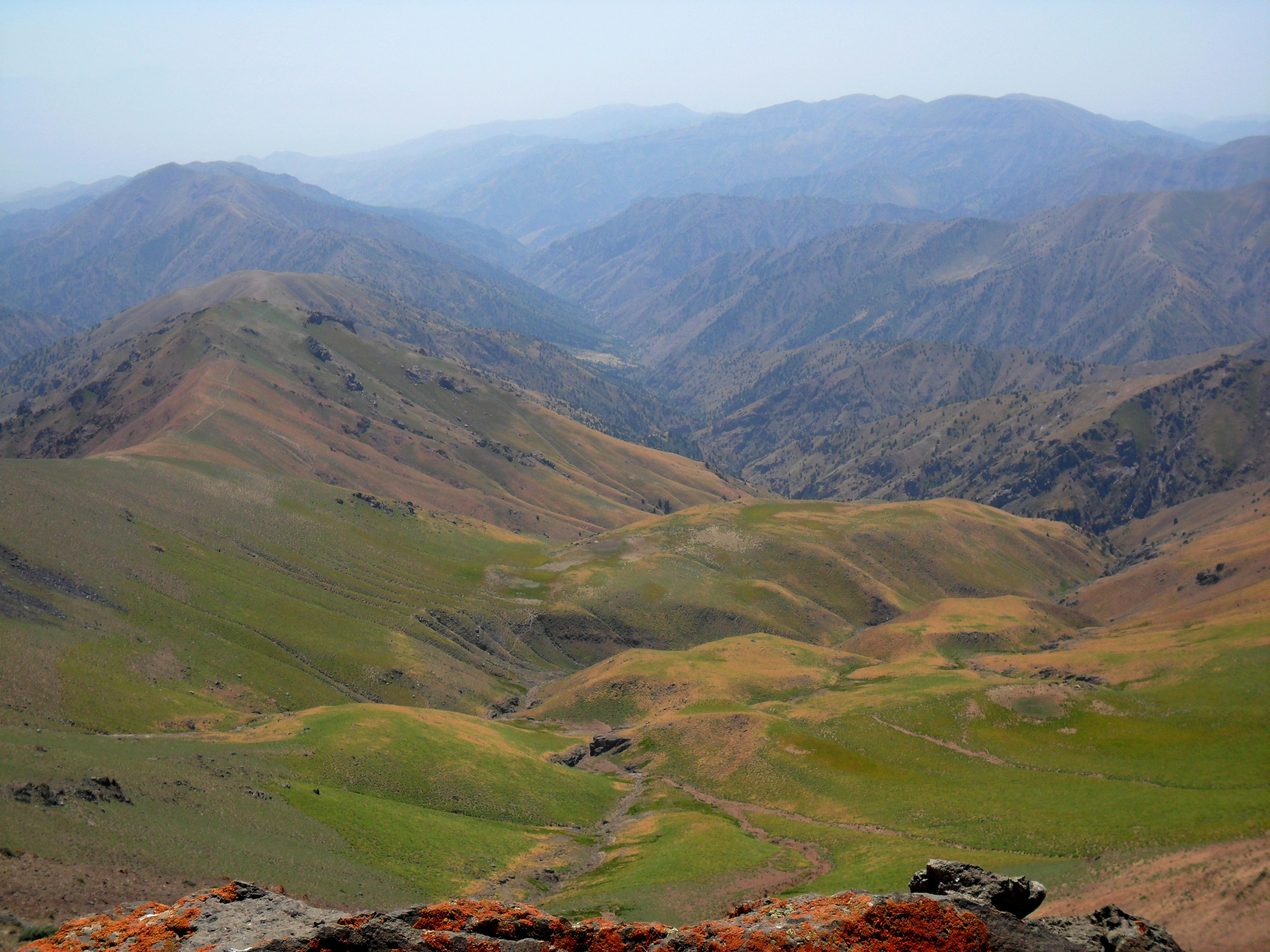
Верхів'я Кальтабарана

Довжина Карабау складає 17 км, площа басейну - 184 км. Ширина річки в пониззі становить 10 м, глибина - 1,0 м, ґрунт дна - твердий. Середньорічна витрата води, виміряна поблизу кишлаку Самарчук, становить 3,2 м³/с. При цьому 70—75% річного стоку припадають на період із березня до червня. У руслі сая іноді спостерігаються  селеві явища коли витрата становить середньому 81 м³/с. Найбільша зафіксована витрата води – 114 м³/с (8 квітня 1959 року).
Харчування Карабау, переважно, джерельне. У зв'язку з характером харчування сай не пересихає протягом усього року, хоча й зазнає різкого зниження повноводності в другій половині літа (порядку літрів на секунду).
Карабау є останнім притоком Ахангарана, чиї води безпосередньо доходять до нього протягом усього року, нижчі притоки в даний час повністю розбираються в конусах виносу, або мають ділянку, що пересихає, в пониззі.

## Течія річки

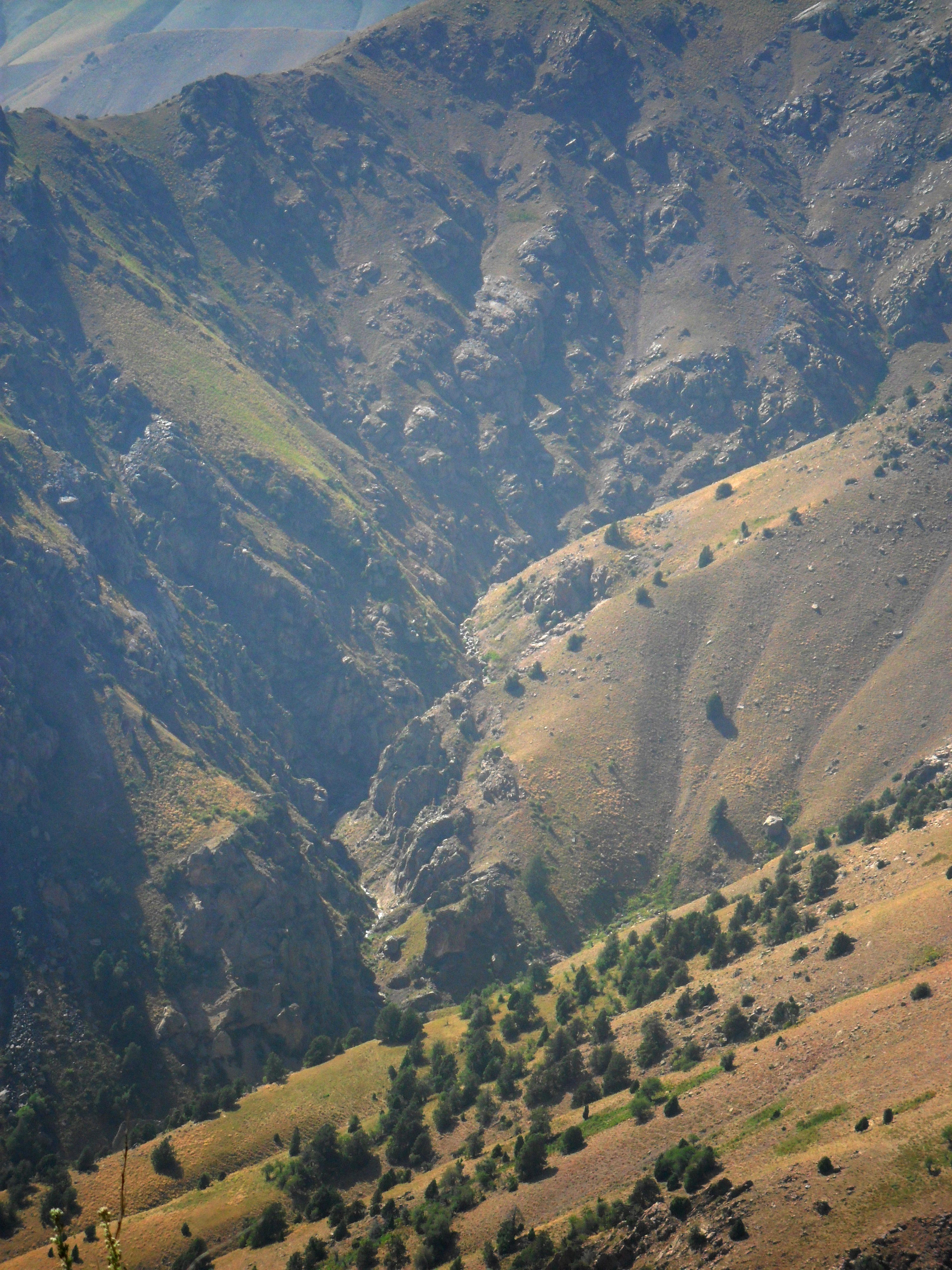
Долина Кирклисаю

Згідно з «Національною енциклопедією Узбекистану», Карабау бере початок на Чаткальському хребті, стікаючи з південно-східного схилу гори Кизилнура. На топографічних картах Генерального штабу назва Карабау використовується нижче злиття річок Кирклисай та Кальтабаран.
Сай тече у загальному південному напрямку, маючи лише невеликі вигини. Проходить на захід від гір Мазарджан, Таман, Кизилсув. Нижче за вершину Кизилсув створено дитячий табір. У пониззі на берегах Карабау стоять населені пункти Катаган, Актерен, Джушали, далі річка протікає по західній околиці міста Ангрен (райони Карабау, Самарчук, Майдан, Саглам), де праворуч впадає в Ахангаран. Дещо вище впадання перетинається із залізничною лінією Ташкент — Ангрен.

## Притоки Карабау
Нижче злиття Кирклиса і Кальтабарана в Карабау впадають Куакольсай, Камишли, Чинаул, Семгінсай.

## Господарське використання
Води річки використовуються на зрошення.